# Dubovo (Tutin)
Dubovo (Servisch cyrillisch Дубово) is een plaats in de Servische gemeente Tutin. De plaats telt 914 inwoners (2002).